# Inácio Behnam II Benni
Mor Ignatius Behnam II Benni (Mossul, 14 de agosto de 1831 – Mossul, 13 de setembro de 1897), também chamado de Cyrille Benham-Benni, foi um clérigo nascido no Império Otomano. Serviu como Patriarca de Antioquia da Igreja Católica Siríaca de 1893 a 1897.

## Biografia
Behnam Benni estudou no Collegio de Propaganda Fide, obtendo doutorado em teologia e filosofia. Ele falava e escrevia fluentemente siríaco, árabe, turco, latim, italiano, francês, inglês e grego, com bom domínio do hebraico e do persa. Foi ordenado diácono em 8 de março de 1856 e sacerdote em 16 de março seguinte.
Behnam Benni serviu como padre por alguns anos até sua nomeação como arcebispo de Mossul dos Sírios pelo Patriarca Inácio Antônio I Samhiri, que o consagrou bispo em 9 de março de 1862, em Mardim. Seus primeiros anos em Mossul foram entristecidos pela luta com os ortodoxos siríacos pela propriedade das igrejas na cidade. Embora os ortodoxos tenham conseguido saquear as igrejas católicas sírio-sírias duas vezes, o Arcebispo Behnam Benni conseguiu, após uma luta árdua, recuperar o ilustre mosteiro de Mar-Behnam, do século V. Com a colaboração de um de seus padres, ele abriu muitas escolas, enviou jovens diáconos para estudar em Roma e incentivou as ciências. Sua diocese tornou-se a mais próspera da Igreja Católica Síriaca. Também realizou várias viagens por terra e mar, por diversas regiões da Europa e do Califado.

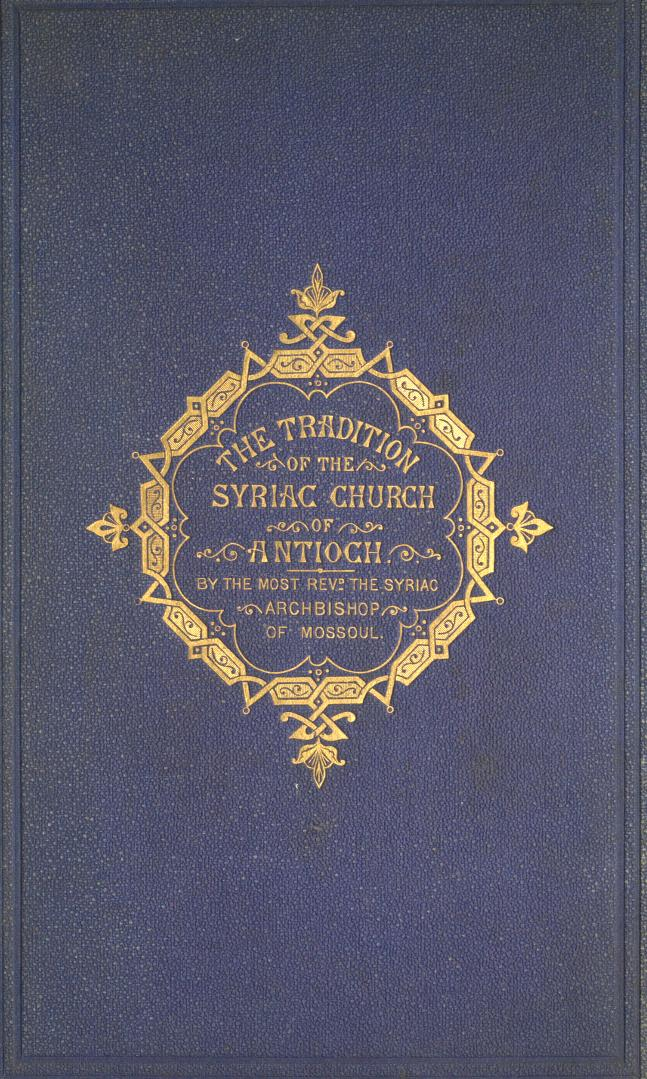
A Tradição da Igreja Siríaca de Antioquia

Arcebispo Benni participou do Primeiro Concílio do Vaticano, tendo sido nomeado membro das comissões dos Ritos Orientais e das Missões Apostólicas; em oposição ao patriarca melquita Gregório II Youssef, falou para uniformizar a disciplina eclesiástica no Oriente e no Ocidente e a favor da infalibilidade papal. Nessa defesa, o arcebispo Behnam Benni, juntamente com Joseph David, foi o autor do livro A Tradição da Igreja Siríaca de Antioquia: A respeito da Primazia e das Prerrogativas de São Pedro e de Seus Sucessores, os Pontífices Romanos, traduzido para o inglês por Joseph Gagliardi e publicado em Londres em 1871.

## Patriarcado
Após a morte do patriarca Inácio Jorge V Shelhot, Behnam Benni, foi eleito no Sínodo da Igreja Católica Siríaca em 12 de outubro de 1893, Patriarca por unanimidade, confirmado no mesmo dia pelo Papa Leão XIII por meio de uma mensagem telegráfica e entronizado no domingo, 15 de outubro de 1893, na Igreja da Imaculada Conceição em Mossul, na presença de Henri-Victor Altamayer, Núncio Apostólico na Mesopotâmia, seis bispos siríacos, além de outros bispos católicos orientais. Foi formalmente confirmado pelo papa no consistório de 18 de maio de 1894.
Mar Ignatius Behnam Benni iniciou seu patriarcado com uma visita a Roma. Ele propôs que um sínodo dos patriarcas católicos orientais, presidido pelo papa, fosse realizado em Roma. Leão XIII acolheu favoravelmente a proposta e o sínodo foi aberto em 24 de outubro de 1894. Além dos patriarcas orientais, cinco cardeais estavam presentes, incluindo o Secretário de Estado, Mariano Rampolla, e o Cardeal Mieczysław Halka Ledóchowski, Prefeito da Congregação para a Propagação da Fé. A quinta e última sessão foi realizada em 8 de novembro de 1896, e em 6 de dezembro o papa promulgou a encíclica Orientalium Dignitas, resumindo os procedimentos deste Sínodo extraordinário.
Ele faleceu em 13 de setembro de 1897, no Palácio Apostólico em Mossul, e no dia seguinte, foi enterrado com grande honra na Igreja da Imaculada Conceição, na presença do Núncio Apostólico na Mesopotâmia e de dignatários católicos sírios e católicos caldeus.

## Obras
- The Tradition of the Syriac Church of Antioch: concerning the Primacy and the prerogatives of St. Peter and of his Successors the Roman Pontiffs
- Introduction by Cyrillus Behnam Benni of the Catalogue of Psalms Recited in the Prayers ISBN 978-1-61719-604-1